# 武右ェ門
株式会社武右ェ門（ブエモン、英: BUEMON Inc.）は、日本の3DCGアニメ制作会社。2014年4月にサンライズ練馬スタジオのCGスタッフと共に髙山清彦が立ち上げたCGをメインツールにしたアニメ・映像制作会社。日本動画協会準会員。

## 代表作品
テレビアニメ
- ヒピラくん（2009年） - 制作デスク
- 革命機ヴァルヴレイヴ（2013年） - CGI監督・CGプロデューサー
- ガンダム Gのレコンギスタ（2014年） - CGレイアウト協力
- マジンボーン（2014年） - CGアニメーション&撮影
- クロスアンジュ 天使と竜の輪舞（2014年） - CGI監督・CGモデリングチーフ・CGアニメーターチーフ・CGプロデューサー・CG制作
- トライブクルクル（2014年） - CGアニメーション
- ゴッドイーター（2015年） - CGアニメーション
- 牙狼＜GARO＞-紅蓮ノ月-（2015年） - CGアニメーション
- クロムクロ（2016年） - モデリング
- 龍の歯医者（2017年） - CGアニメーション
- 正解するカド（2017年） - CGアニメーション
- GRANBLUE FANTASY The Animation（2017年） - CG制作
- 多田くんは恋をしない（2018年） - 制作協力
- 刻刻（2018年） - 制作協力
- バクテン!!（2021年） - 3DCG制作

アニメ映画
- スチームボーイ（2004年） - CGI・CG制作
- いばらの王 -King of Thorn-（2010年） - CGI監督・モデリングチーフ・CGコーディネート
- SHORT PEACE（2013年） - CGI監督（OP/火要鎮)・CGI監督（GAMBO）・制作デスク（OP/九十九/GAMBO/火要鎮/武器よさらば）
- コードギアス 亡国のアキト 第3章 輝くもの天より墜つ（2015年） - CGレイアウト協力
- コードギアス 亡国のアキト 第4章 憎しみの記憶から（2015年） - CGレイアウト協力
- 機動戦士ガンダム THE ORIGIN（2015年） - モデリング協力
- ポッピンQ（2016年） - アニメーション
- 交響詩篇エウレカセブン ハイエボリューション1（2017年） - CG制作
- マジンガーZ/INFINITY（2018年） - CG制作
- シン・エヴァンゲリオン劇場版（2021年） - CGIモデリング
- ドラゴンボール超 スーパーヒーロー（2022年） - アニメーター
- 映画 バクテン!!（2022年） - 3DCG
- コードギアス 奪還のロゼ（2024年） - 3DCG

OVA
- 新SOS大東京探検隊（2004年） - CGI監督・モデリングチーフ・CGアニメーションチーフ・制作デスク
- FREEDOM（2006年-2008年） - CGアニメーションチーフ・制作デスク
- コイ☆セント（2012年） - 制作デスク
- ノラゲキ!（2012年） - CGI監督・モデリングチーフ・テクニカルディレクター・制作デスク
- 亜人OAD「中村慎也事件」（2015年） - アニメーション/制作協力

Webアニメ
- ガメラ生誕50周年記念映像 GAMERA SHORT Ver.（2015年） - プリビズ/CGアニメーション
- オシリスの天秤（2015年） - 話数グロス請け
- オシリスの天秤2（2016年） - 話数グロス請け
- OBSOLETE（2019年-2020年） - 制作元請

CM
- FREEDOM（2006年-2008年） - CGアニメーションチーフ・制作デスク
- TOYOTA【C-HR】CROSSOVER THE WORLD #4 大友克洋篇（2017年） - アニメーション

ゲーム
- PS4『GRAVITY DAZE 2』プロモーション用アニメ『GRAVITY DAZE The Animation 〜Ouverture〜』（2017年） - アニメーション
- ニンテンドー3DS『ファイアーエムブレム Echoes もうひとりの英雄王』（2017年） - CGアニメーション
- スマートフォンアプリ『世紀末デイズ』OP映像作品（2018年） - OP映像制作・監督

その他
- デジタルハリウッド 本科CG/VFX専攻CM映像（2015年） - CGディレクター・製作
- 風の又三郎（あにめたまご2016）（2016年） - アニメーション制作
- GReeeeN 10TH ANNIVERSARY TOUR ライブ映像（2016年） - 映像制作
- WALL-G映像『翔べ! ガンダム 2017』（2017年） - CGアニメーション
- フジテレビ アニメーション枠「+Ultra」ムービングロゴ（2018年） - 監督・映像制作